# Hemipterochilus
Hemipterochilus is een geslacht van vliesvleugelige insecten van de familie plooivleugelwespen (Vespidae).

## Soorten
- H. aberrans (Morawitz, 1885)
- H. bembeciformis (Morawitz, 1867)
- H. fairmairi (Saussure, 1853)